# Widdringtonia schwarzii
Widdringtonia schwarzii là một loài thực vật hạt trần trong họ Cupressaceae. Loài này được Marloth Mast. mô tả khoa học đầu tiên năm 1905.